# Transennella conradina
Transennella conradina är en musselart som beskrevs av Dall 1884. Transennella conradina ingår i släktet Transennella och familjen venusmusslor. Inga underarter finns listade i Catalogue of Life.